# Eversholt
Eversholt – wieś w Anglii, w hrabstwie ceremonialnym Bedfordshire, w dystrykcie (unitary authority) Central Bedfordshire. Leży 18 km na południe od centrum miasta Bedford i 61 km na północny zachód od centrum Londynu.